# Theo Brand

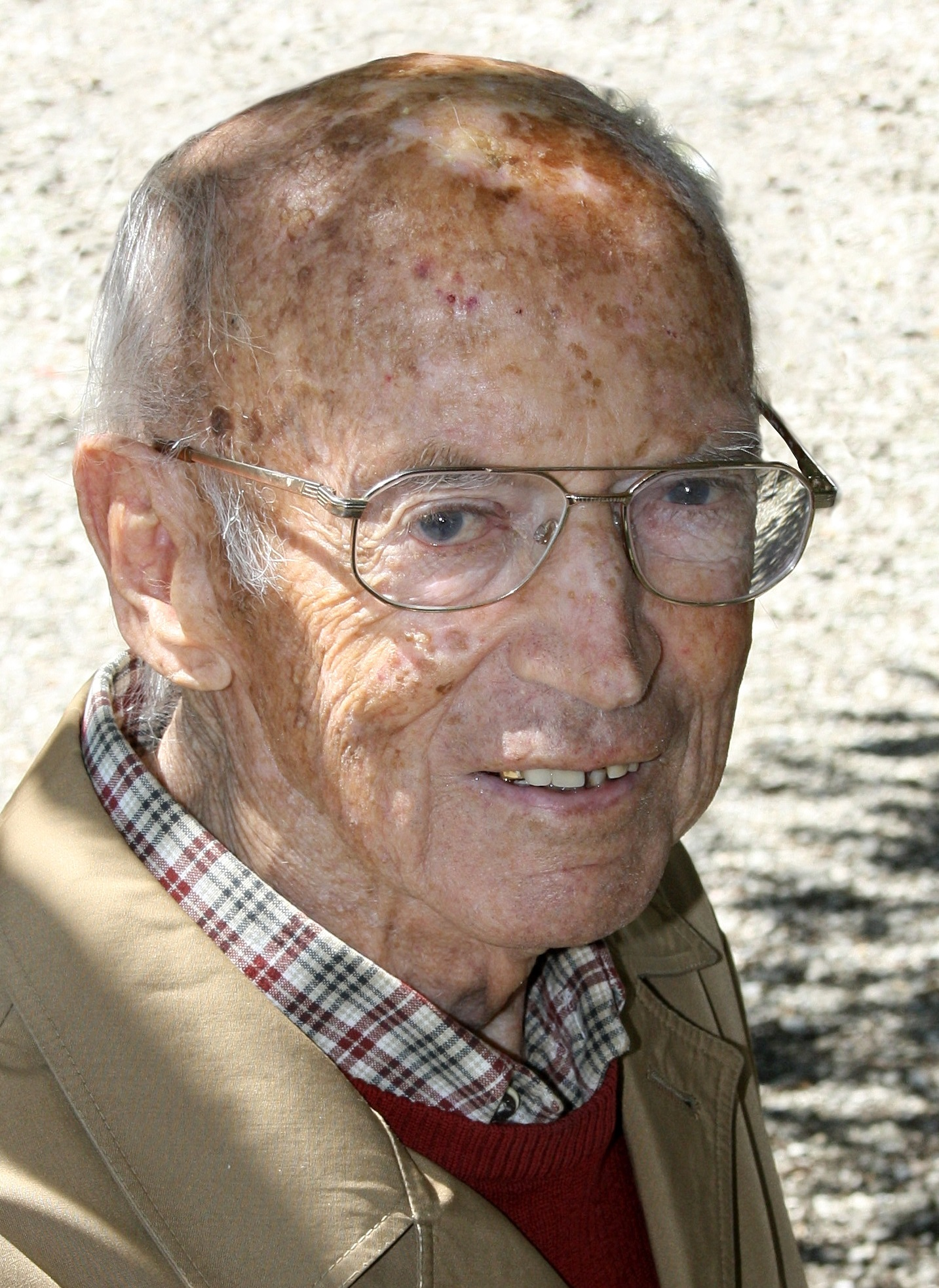
Theo Brand (2014)

Theodor Friedrich Johannes Ludwig Brand, genannt Theo Brand (* 6. August 1925 in Freising; † 22. September 2016 ebenda) war ein deutscher Komponist, Musikpädagoge und Organist.

## Leben
Theo Brand wurde am 6. August 1925 als einziges Kind von Maria Brand (geb. Lichtinger) und dem Biologie-, Chemie- und Erdkundelehrer am Humanistischen Gymnasium Franz Brand in Freising geboren. Seine Kindheit und Jugend verbrachte er in Freising, wo er die Volksschule St. Georg und das humanistische Dom-Gymnasium besuchte. 1943 wurde er im Alter von 17 Jahren zum Wehrdienst einberufen und erhielt deshalb im August desselben Jahres den Reifevermerk. Da er von unangenehmen Krankheiten geplagt wurde, musste er nicht an die Front. Er erlebte die Bombenangriffe auf München und Freising mit. Kurz vor der Kapitulation der Nazis 1945 musste er sich auf einem Bauernhof in der Nähe von Freising verstecken, da er im Rahmen der "Freiheitsaktion Bayern" Mitarbeiter von Major Braun war. Aus dem Gefangenenlager in Erding wurde er sofort entlassen, als er ein Schreiben von Kardinal Faulhaber über seine Wichtigkeit als Organist in Freising vorweisen konnte. Von 1945 bis 1952 wirkte Brand als Chordirektor und Organist an der Stadtpfarrkirche St. Peter und Paul in Freising-Neustift. In den Jahren 1946 bis 1949 studierte er Schulmusik mit Hauptfach Klavier, bis 1951 Konzertfach Orgel und Komposition u. a. bei Joseph Haas und Wolfgang Jacobi an der Hochschule für Musik in München. Der pädagogischen Prüfung für das höhere Lehramt unterzog er sich 1950 am Theresien-Gymnasium in München. 1950 bis 1951 arbeitete er als Orgellehrer am damaligen Institut für Lehrerbildung in Freising, bevor er 1951 seinen Dienst als Musiklehrer an der Oberrealschule in Amberg antrat. Im Anschluss war er von 1952 bis 1986 als Musiklehrer am Deutschen Gymnasium in Freising, das 1965 u. a. durch seine Initiative in „Camerloher-Gymnasium“ umbenannt wurde, tätig. Dort lernte er die Latein-, Religions- und Geschichtslehrerin Elisabeth Glas kennen, die er 1958 heiratete und mit der er zwei Söhne und zwei Töchter bekam. Von 1964 bis 1973 leitete Brand den Freisinger Kammerchor als Nachfolger von Staatskapellmeister Hanns Haas. In der Zeit von 1966 bis 1968 hatte er einen Lehrauftrag für Geschichte der Kirchenmusik an der Philosophisch-theologischen Hochschule Freising und ab 1976 für Musiktheorie an der Hochschule für Musik in München. Am 22. September 2016 verstarb Theo Brand im Alter von 91 Jahren in Freising. Er wurde auf dem Friedhof St. Georg in Freising beigesetzt.

## Schaffen
Das kompositorische Schaffen Theo Brands umfasst Instrumental- sowie Vokalwerke. Seine stilistischen Wurzeln fand Brand in der Gregorianik, bei Igor Strawinsky, Paul Hindemith und Carl Orff. Zahlreiche Werkaufführungen wurden vom Bayerischen Rundfunk aufgenommen und gesendet. Auch Liveübertragungen, wie z. B. die Festmesse Missa benedictus, die 1955 zu Allerheiligen live aus dem Martinsmünster Landshut gesendet wurde oder das Oratorium Gethsemani, das am 7. April 1957 aus dem wiedererstandenen Asamsaal Freising unter Staatskapellmeister Hanns Haas ausgestrahlt wurde. Sein Proprium St. Petri wurde u. a. 1993 zum Pontifikalamt Kardinal Ratzingers, dem späteren Papst Benedikt XVI., in der Kuratiekirche St. Georg Weng-Fahrenzhausen aufgeführt.

## Ehrungen
1986 erhielt er den Kulturpreis des Landkreises Freising.
2012 wurden seine Verdienste um die Stadt Freising mit der Stadtmedaille der Stadt Freising ausgezeichnet.

## Werke (Auszug)

### Geistliche Musik
- Missa benedictus, zur 150-Jahr-Feier der Lehrerbildungsanstalt Freising 1954
- Marienlegende, für 1 Sprecher und 4-stimmigen gemischten Chor uraufgeführt 1955 vom Chor des BR
- Gethsemani, Oratorium uraufgeführt 1948 in St. Peter und Paul Freising-Neustift
- Proprium St. Petri, uraufgeführt 1992 zum Jubiläumsfest in St. Peter und Paul Freising-Neustift
- Die Geheimnisse des freudenreichen Rosenkranzes, eine Marienfeier nach dem Lukasevangelium für 4 Frauenstimmen und Vorsänger
- Fünf Orgelvorspiele zu Marienliedern
- Fürbitten für 5-stimmigen gemischten Chor nach Texten von Josef Weinheber

### Jugendmusik
- Weilheimer Stückl, Schuloper 1967 uraufgeführt am Camerloher-Gymnasium Freising
- Der Froschkönig, Märchenspiel für Sprecher, Klavier und Schlagzeug

### Chorzyklen
- Drei kroatische Lieder für 4-stimmigen gemischten Chor
- Der kleine Kalender für 5-stimmigen gemischten Chor 1957
- Chöre nach Liedern von Oswald von Wolkenstein für 4 gemischte Stimmen
- Buschiaden, Vier Chöre nach Gedichten von Wilhelm Busch für 3 gleiche Stimmen
- Heitere Tierfabeln für 3-stimmigen Frauenchor
- Der Sterngucker, musikalische Burleske nach den Tierkreisgedichten von Josef Weinheber für Solo-Bariton mit Klavier, 4-stimmigen gemischten Chor, Pauken und Schlagwerk (3 Spieler) ad lib. 1961

### Instrumentalmusik
- Klaviersonatine 1955
- Concertino für Klavier und Flöte
- Sonatine "5.10.1960", Violinsonate 1960
- Prima vera 1986, Klaviertrio nach mittelalterlichen Frühlingsliedern, uraufgeführt 1986 im Rahmen der Kulturpreisverleihung[10]
- Cinque Pezzi, Violoncellokonzert 1986
- Sinfonietta für Streichorchester 1989
- Quattro Pezzi, Saxophonkonzert 1997
- Concertino Giocoso für Streicher und Schlaginstrumente 1957
- Vogelhochzeit für Klavier 1958
- Der Gassenbub und was er erlebt für Klavier zu 3 und 4 Händen 1958

### Bearbeitungen
- Placidus von Camerloher: Die Weihnachtskantate, bearbeitet 1968
- Placidus von Camerloher: Messe in A-Dur (Bearbeitung zusammen mit Max Eham)[11]
- Placidus von Camerloher: Freisinger Sinfonie op. III Nr. 2 für Streicher, 2 Trompeten und Pauken